# مصلی

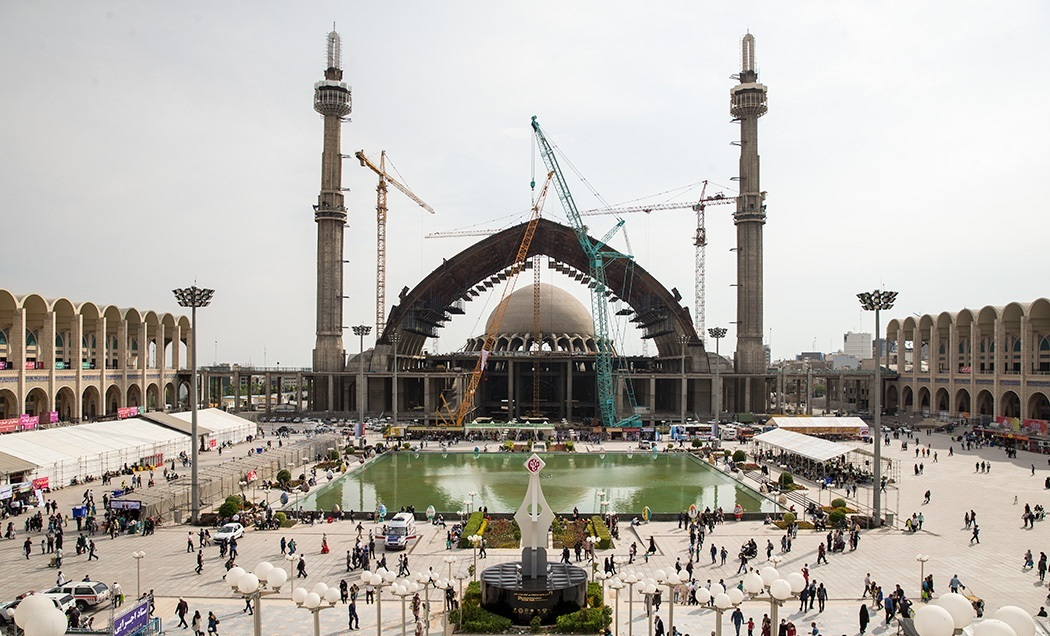
مصلای تهران

مصلی (عربی: مصلی، آوانگاری: muṣallá) فضایی باز در خارج از مسجد است که برای خواندن نماز در اسلام استفاده می‌شود. این واژه از فعل عربی صلی به معنای «نماز خواندن» گرفته شده‌است. از مصلی برای خواندن نماز عید و نماز میت استفاده می‌شود.
مصلی در اسلام همچنین به اتاق، ساختمان یا مکانی برای خواندن نماز گفته می‌شود و به معنی «نمازخانه» (کوچکتر از مسجد) است. از این نوع مصلاها معمولاً برای اقامه پنج نماز واجب یا سایر نمازهای جماعت کوچک (یا فرادی) استفاده می‌شود، اما برای گروه‌های بزرگ همچون نماز جمعه یا نمازهای عید کاربردی ندارند. این مصلاها معمولاً در فرودگاه‌ها، مراکز خرید، دانشگاه‌ها و سایر اماکن عمومی کشورهای دارای اکثریت مسلمان و همچنین برخی از کشورهای غیرمسلمان وجود دارند تا مسلمانان نمازهای روزانه خود را اقامه کنند.. این نمازخانه‌ها معمولاً منبر ندارند.
مصلی تهران هنوز در حال ساخت است